# جيفري تولاسن
جيفري تولاسن (بالفرنسية: Geoffrey Tulasne)‏ (مواليد 24 فبراير 1988 في بيرون - فرنسا) لاعب كرة قدم فرنسي يلعب حاليا لصالح نادي الدرجة الأولى سوشو الفرنسي منذ 2005 في مركز الوسط المحوري .

## روابط خارجية
- جيفري تولاسن على موقع قاعدة بيانات كرة القدم.إي يو (الإنجليزية)
- جيفري تولاسن على موقع ليكيب (الفرنسية)